# Felsőszentmárton
Felsőszentmárton (kroatisch Martinci) ist eine ungarische Gemeinde im Kreis Sellye im Komitat Baranya.